# Luís Fernando da Baviera
Luís Fernando da Baviera (Madrid, 22 de outubro de 1859 - Munique, 23 de novembro de 1949) foi um príncipe da Baviera e infante de Espanha. Era filho do príncipe Adalberto da Baviera e da infanta Amália da Espanha.
Luís Fernando da Baviera casou em Madrid, em 2 de abril de 1883, com Maria da Paz da Espanha, sua prima. Eles tiveram três filhos:
- Fernando, Príncipe da Baviera (1884-1958), nascido em Madrid; em 1905 casou com a Infanta Maria Teresa de Espanha.
- Adalberto, Príncipe da Baviera (1886-1970). Casou com a Condessa Augusta de Seefried e teve dois filhos; vivia na Alemanha.
- Pilar, Princesa da Baviera (1891-1987), solteira. Trabalhou como pintora.

Luís Fernando da Baviera morreu em 1949 em Munique aos noventa anos de idade. Ele está sepultado na Alemanha.